# Euchaeta tenuis
Euchaeta tenuis är en kräftdjursart som beskrevs av Esterly 1906. Euchaeta tenuis ingår i släktet Euchaeta och familjen Euchaetidae. Inga underarter finns listade i Catalogue of Life.